# 가재축제

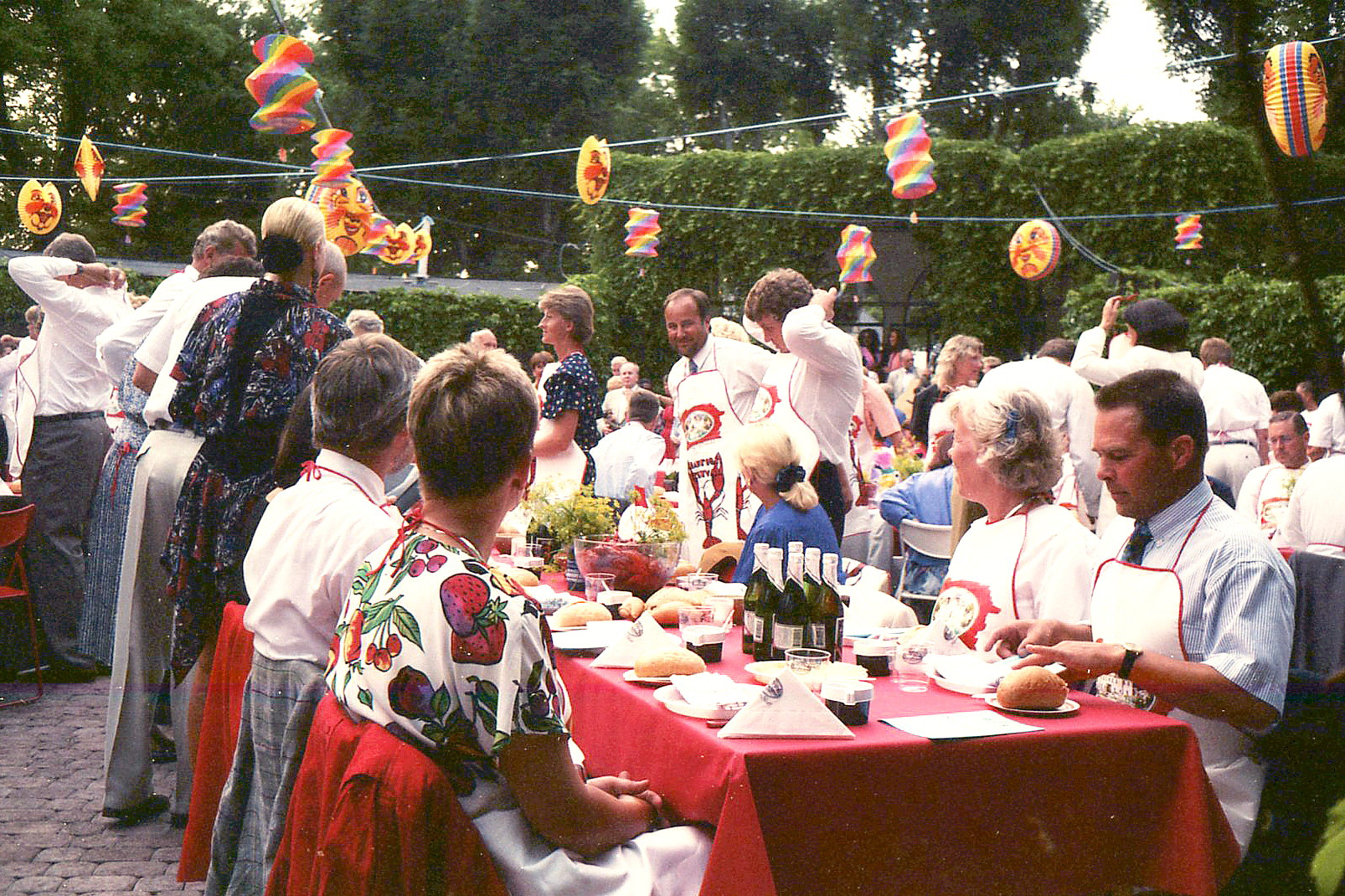
1991년의 스웨덴

가재축제, 가재파티, 크레이피시 파티(crayfish party)는 노르딕 국가의 전통적인 여름철 먹고 마시는 축하 행사이다. 이 전통은 가재 파티를 크라프트스키바(kräftskiva)라고 부르는 스웨덴에서 시작되었다. 이 전통은 스웨덴어를 사용하는 인구를 통해 핀란드와 노르웨이에도 전파되었다. 발트해 연안 국가, 특히 리투아니아와 라트비아에도 비슷한 전통이 존재한다.
가재 파티는 일반적으로 8월에 열리는데, 이는 스웨덴의 가재 수확이 20세기 대부분 동안 법적으로 늦여름으로 제한되었기 때문에 시작된 전통이다. 현재 8월 초의 크라프트프리미아(kräftpremiär) 날짜는 법적 의미가 없다. 관례적인 파티 액세서리로는 참신한 종이 모자, 종이 식탁보, 종이 랜턴(종종 달 속의 남자를 묘사함) 및 턱받이가 있다.
아쿠아비트 및 기타 종류의 스냅(snap)과 맥주가 제공되며 전통 음주 노래(snapsvisa)를 부를 수도 있다. 가재는 소금물에 삶아 신선한 딜로 양념한 다음 차갑게 서빙하고 손가락으로 먹는다. 빵, 버섯 파이, 진한 베스테르보텐 치즈, 샐러드 및 기타 요리가 뷔페 스타일로 제공된다.